# Joris Chotard
Joris Jean-Claude Jacques Chotard  (Orange, 24 de setembro de 2001) é um futebolista francês que atua como meio-campista. Atualmente joga pelo Montpellier.

## Carreira
Nascido em Orange, na França, Joris Chotard jogou pelo US Le Pontet antes de ingressar no centro de treinamento do Montpellier HSC em 2016. Fez sua primeira aparição profissional no10 de agosto de 2019, durante o primeiro dia da temporada 2019-2020 da Ligue 1 contra o Stade Rennais. Ele foi titular neste jogo e foi substituído no final da partida por Petar Škuletić. O MHSC perdeu naquele dia (0-1). Em 24 de setembro de 2019, no seu aniversário de 18 anos, Chotard assinou seu primeiro contrato profissional com o Montpellier, um dia antes de um clássico contra o Nîmes Olympique onde o jovem meio-campista foi titular e sua equipe venceu (1-0 placar final).
Em 3 de junho de 2024, Thierry Henry o selecionou de uma pré-lista de 25 jogadores para competir nos Jogos Olímpicos de 2024 em Paris 12 antes de convocá-lo para a lista final de 18 jogadores em 8 de julho.

## Títulos
França sub-23
- Jogos Olímpicos: 2024 (medalha de prata)